# Catanduanes Watershed Forest Reserve
Catanduanes Watershed Forest Reserve ist ein Wasser- und Naturschutzgebiet auf der Insel Catanduanes in der Bicol-Region der Philippinen. Es umfasst eine Fläche von 26.010 Hektar und liegt im südlichen und mittleren Teil der Insel. Es ist die wichtigste Quelle zur Wasserversorgung der Einwohner in der gleichnamigen Provinz Catanduanes. Mit dem Präsidenten-Erlass Nr. 123 im Jahre 1987 wurde es eingerichtet. Ein kleines Wasserkraftwerk liefert elektrischen Strom für die Gemeinden der Insel.
Die Topographie der Schutzgebietes wird als hügelig bis gebirgig beschrieben. Die höchste Erhebung, der Mt. Boctot, erreicht eine Höhe von 803 Metern über dem Meeresspiegel. Das Gebiet ist mit 22.915,85 Hektar zum größten Teil bewaldet, wovon nur 3.200 Hektar Altwaldbestand sind. Sofern es sich um naturnahe Wälder handelt, werden sie auf der Insel Catanduanes durch Bäume aus der Familie der Flügelfruchtgewächse dominiert.
Durch diese große geschützte Waldfläche bietet die Catanduanes Watershed Forest Reserve dem Philippinischen Pustelschwein und dem Philippinenhirsch einen Lebensraum. Es gibt auch verschiedene Arten von Fledermäusen wie Rhinolophus rufus und Eonycteris robusta. Aus der Gruppe der Nager kommt der endemische Phloeomys cumingi vor. Im Schutzgebiet lebt eine bedeutende Anzahl verschiedener seltener Amphibien und Reptilienarten. So wurden Bestände der Froschlurchen Kaloula conjuncta, Platymantis corrugatus, Platymantis dorsalis, Rana magna und Rana woodworthi registriert. Von den Reptilien kommen dort verschiedene Arten vor, wie die zu den Skinken zählenden Arten Brachymeles samarensis, Dasia grisea, Lipinia pulchellum, sowie der Flugdrachen Draco spilopterus. Es wurden auch Bestände der seltenen Wassertrugnatter Cerberus rynchops und der Natter Hologerrhum philippinum dokumentiert.
Aus der Avifauna sind Beobachtungen der Philippinenente, des Rotsteißkakadus, des Streifenuhus und des Goldfischers (Ceyx melanurus) bekannt.

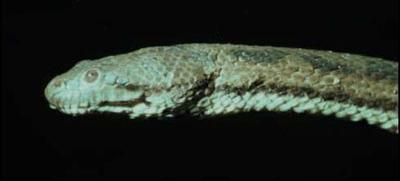
Cerberus rynchops
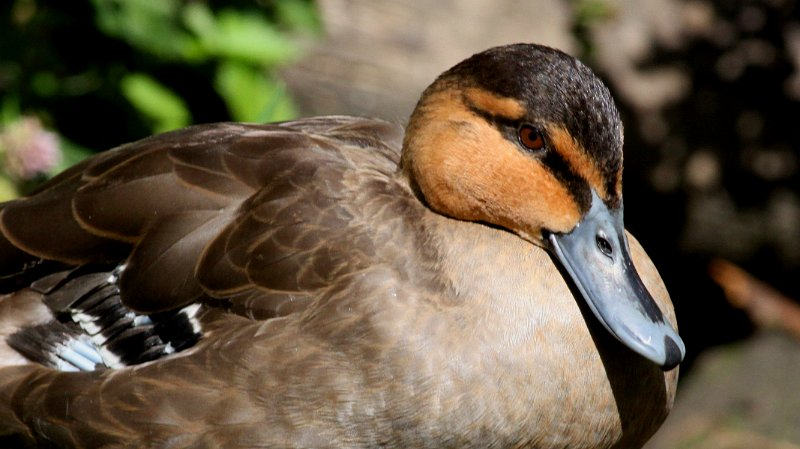
Philippinenente
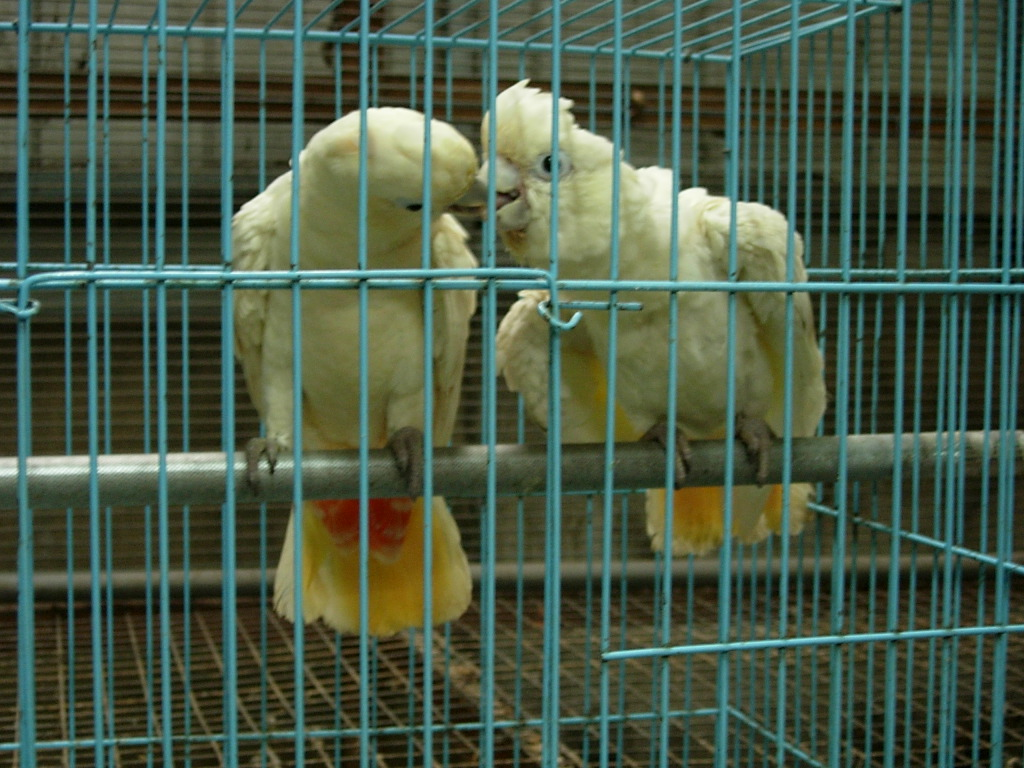
Rotsteißkakadu-Pärchen
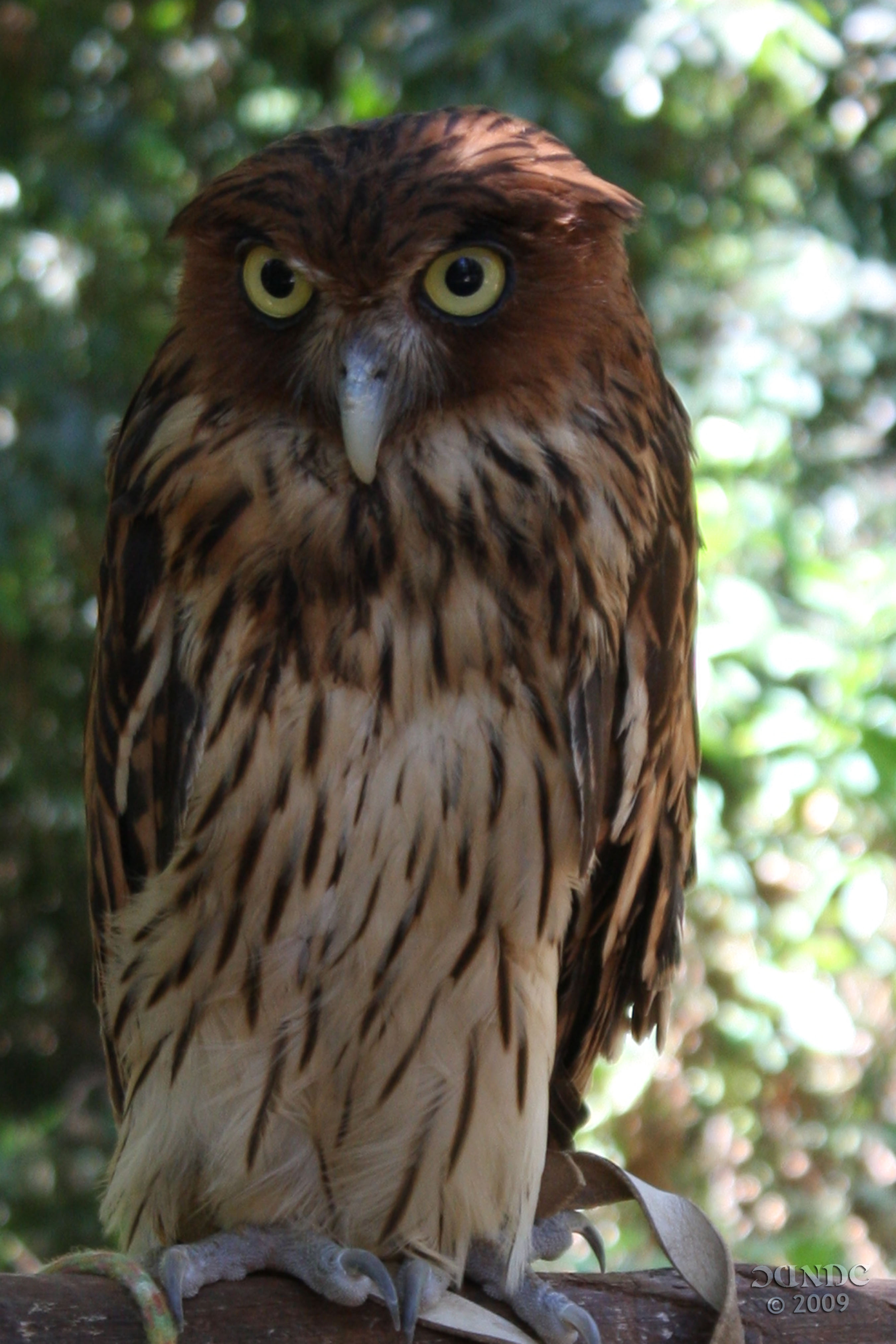
Streifenuhu
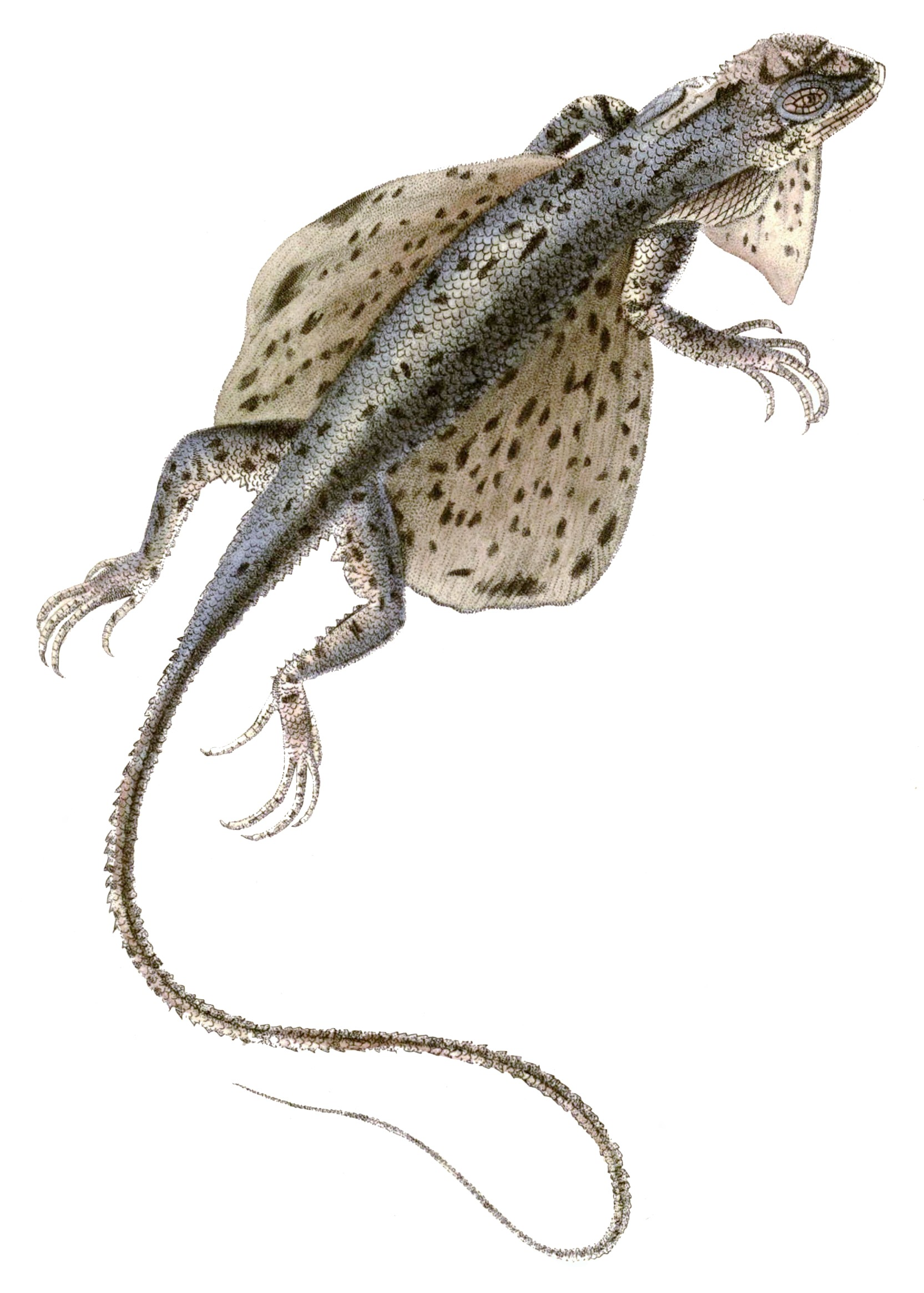
Draco spilopterus
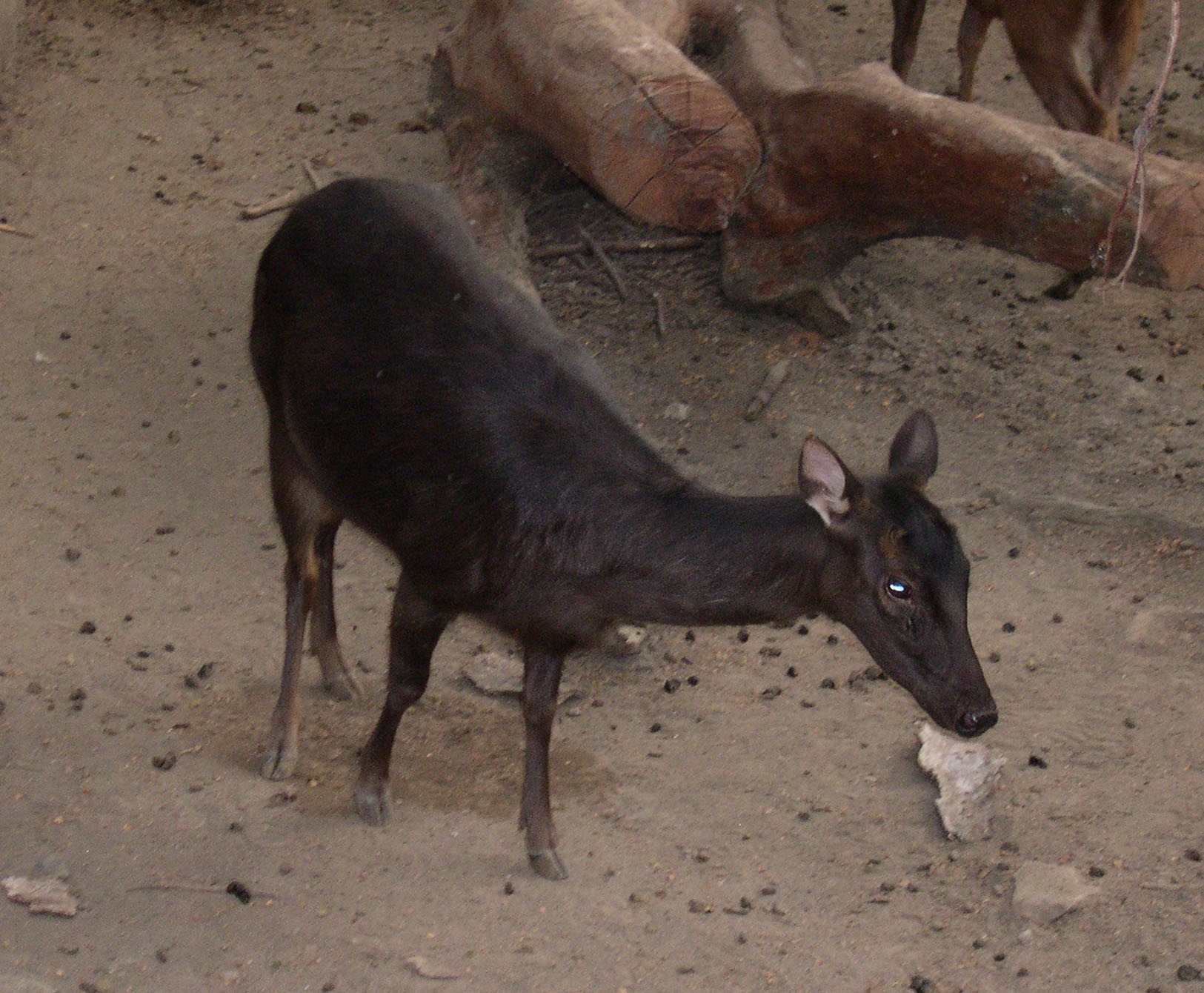
Philippinenhirsch
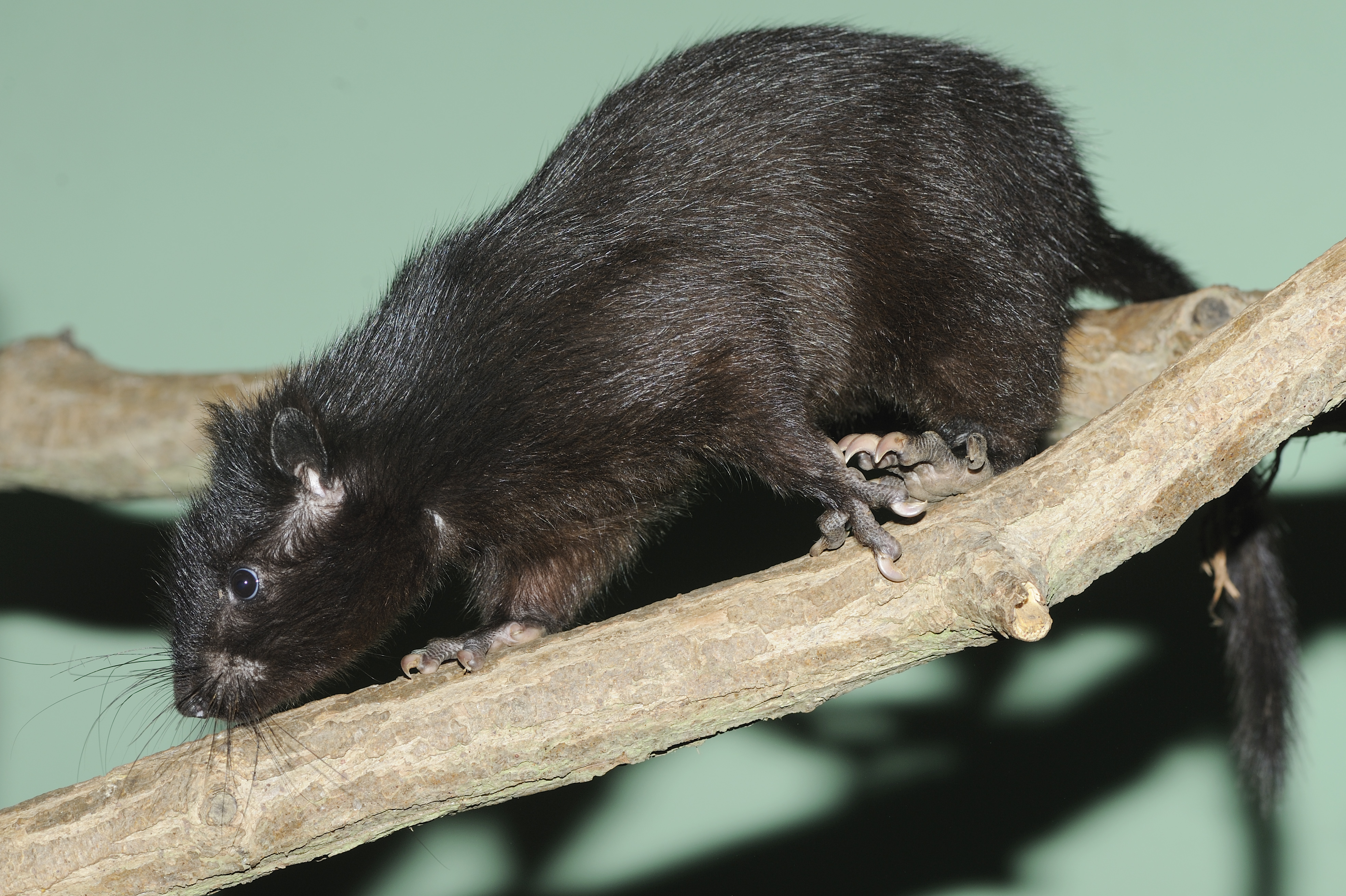
Phloeomys cumingi